# Сражение при Роанок-Айленд
Сражение при Роанок-Айленд (англ. Battle of Roanoke Island) — десантная операция армии США во время Северо-каролинской экспедиции Бернсайда, в ходе гражданской войны в США. Оно происходило 7—8 февраля 1862 года на побережье Северной Каролины. Атакующие силы состояли из флотилии Луиса Голдсборо, группы судов под армейским командованием и дивизии генерала Эмброуза Бернсайда. Остров Роанок обороняли несколько кораблей ВМФ Конфедерации под командованием капитана Уильяма Линча и примерно 2000 солдат под командованием генерала Генри Уайза. Укрепления острова состояли из четырёх фортов и двух батарей. В ходе сражения Уайз был госпитализирован и командование принял Генри Шоу.